# Vonette Dixon
Vonette Dixon (* 26. November 1975 im Hanover Parish) ist eine ehemalige jamaikanische Hürdenläuferin, die sich auf die 100-Meter-Distanz spezialisiert hat. Ihren größten Erfolg feierte sie mit dem Gewinn der Silbermedaille über 100 m Hürden bei den Commonwealth Games 2002 in Manchester.

## Sportliche Laufbahn
Erste internationale Erfahrungen sammelte Vonette Dixon, die ein Studium an der Auburn University in den Vereinigten Staaten absolvierte und 2000 NCAA-Hallenmeisterin im 60-Meter-Hürdenlauf wurde, bei den Weltmeisterschaften 2001 im kanadischen Edmonton, bei denen sie in 13,02 s im Finale den achten Platz über 100 m Hürden. Anschließend gelangte sie bei den Goodwill Games in Brisbane mit 13,12 s auf den siebten Platz. Im Jahr darauf gewann sie bei den Commonwealth Games in Manchester in 12,83 s die Silbermedaille hinter ihrer Landsfrau Lacena Golding-Clarke. 2003 gewann sie bei den Zentralamerika- und Karibikmeisterschaften (CAC) in St. George’s in 13,35 s die Bronzemedaille hinter ihrer Landsfrau Delloreen Ennis-London und Nadine Faustin-Parker aus Haiti. Anschließend gelangte sie bei den Weltmeisterschaften nahe Paris mit 12,87 s im Finale auf den neunten Platz und kam mit der jamaikanischen 4-mal-100-Meter-Staffel im Finale nicht ins Ziel. 2005 schied sie bei den Weltmeisterschaften in Helsinki mit 13,08 s im Semifinale über 100 m Hürden aus und 2007 belegte sie bei den Panamerikanischen Spielen in Rio de Janeiro in 12,86 s den vierten Platz. Anschließend belegte sie bei den Weltmeisterschaften in Osaka in 12,64 s im Finale den siebten Platz. Daraufhin wurde sie beim IAAF World Athletics Final in Stuttgart in 12,90 s Fünfte. Im Jahr darauf nahm sie an den Olympischen Sommerspielen in Peking teil und schied dort mit 12,86 s im Halbfinale aus. 2010 klassierte sie sich bei den Hallenweltmeisterschaften in Doha mit 7,99 s auf dem sechsten Platz über 60 m Hürden und im Jahr darauf siegte sie in 12,77 s über 100 m Hürden bei den CAC-Meisterschaften in Mayagüez. Anschließend schied sie bei den Weltmeisterschaften in Daegu mit 13,00 s im Semifinale aus. 2012 kam sie bei den Hallenweltmeisterschaften in Istanbul im Vorlauf über 60 m Hürden nicht ins Ziel und im Jahr darauf beendete sie ihre aktive sportliche Karriere im Alter von 38 Jahren.

## Persönliche Bestzeiten
- 100 m Hürden: 12,64 s (−0,1 m/s), 29. August 2007 in Osaka
  - 60 m Hürden (Halle): 7,92 s, 3. Februar 2002 in Stuttgart